# Iniciativa de Cooperação de Istambul

Estados membros da ICI.

A Iniciativa de Cooperação de Istambul (ICI) é uma iniciativa da OTAN que foi lançada durante o cúpulo da organização em Istambul, em 2004.
Durante o cúpulo, os líderes da OTAN decidiram elevar o Diálogo Mediterrâneo da Aliança a uma parceria genuína e lançar a ICI com países selecionados no Oeste da Ásia. A iniciativa é uma oferta para se engajar em atividades práticas de cooperação de segurança com estados em toda a região do Oeste da Ásia.
Esta nova iniciativa está ao lado do Programa Parceria para a Paz e do Diálogo do Mediterrâneo da OTAN. A própria OTAN considera essas parcerias de cooperação de segurança como uma resposta aos novos desafios do século 21 e como um complemento às decisões do G8 e da cooperação EUA-UE para apoiar chamados por reforma interna na região do Oeste da Ásia. A ICI oferece cooperação prática com nações interessadas no Oeste da Ásia em áreas como:
- Contra armas de destruição em massa;
- Contraterrorismo;
- Treinamento e educação;
- Participação em exercícios da OTAN;
- Promoção de interoperabilidade militar;
- Preparação para desastres e planejamento de emergência civil;
- Conselhos personalizados sobre reforma da defesa e relações civil-militares; e
- Cooperação em segurança de fronteiras para ajudar a prevenir o tráfico ilícito de drogas, armas e pessoas.

## Membros
- Bahrein
- Catar
- Kuwait
- Emirados Árabes Unidos